# Guds Son en gång i morgonglans
Guds Son en gång i morgonglans är en psalm, från början av en grekisk text. 1907 bearbetades och översattes texten av John Brownlie till engelska. Översatt till svenska 1984 av Anders Frostenson. Musiken är engelsk hämtad ur Hymns and Psalms från 1785-1788.

## Publicerad i
- 1986 års psalmbok som nr 490 under rubriken "Vid kyrkoårets slut".
- Sång i Guds värld Tillägg till Svensk psalmbok för den evangelisk-lutherska kyrkan i Finland  2015 som nr 858 under rubriken "Kyrkoåret".
- Psalmer och Sånger 1987 som nr 732 under rubriken "Framtiden och hoppet - Kristi återkomst".[1]